# FA Sunday Cup
La FA Sunday Cup è un torneo calcistico organizzato dalla FA per le squadre della Sunday League Football, a partire dal 1964.

## Storia
Prima del 1960 la federazione organizzatrice del torneo, la The Football Association (spesso abbreviato in FA), non permetteva ai club e giocatori amatoriali sotto la sua giurisdizione di prendere parte ai tornei competitivi, solitamente giocati di domenica.
Il cambiamento delle politiche della FA nel 1960 hanno permesso, quattro anni dopo, la nascita della Sunday Cup. Le squadre amatoriali britanniche e nord-irlandesi partecipanti sono state dotate di una County Association (organo locale che gestisce ciascuna società calcistica nel Regno Unito). Tali squadre vanno a costituire la "Sunday League" e partecipano per la prima volta ad un torneo a eliminazione diretta.
La squadra più vincente è l'Hetton Lyons con 4 vittorie registrate nelle edizioni 2005-06, 2007-08, 2009-10 e 2011-12. La squadra con più partecipazioni alle finali è il Luton St. Joseph con 5 partecipazioni.
Nell'edizione 2019/20, a causa della pandemia da Covid-19, le fasi finali sono slittate sino alla prima metà del 2021. L'incontro della finale si è svolto in maggio 2021 e in un campo neutrale.

## Finali
Albo aggiornato al 30 settembre 2021.
| Stagione | Vincitore                  | Risultato                                                      | Finalista                  |
| -------- | -------------------------- | -------------------------------------------------------------- | -------------------------- |
| 1964–65  | London                     | 6–2                                                            | Staffordshire              |
| 1965–66  | Ubique United              | 1–0                                                            | Albridge Fabrications      |
| 1966–67  | Carlton United             | 2–0                                                            | Stoke Works                |
| 1967–68  | Drovers                    | 2–0                                                            | Brook United               |
| 1968–69  | Leigh Park                 | 3–1                                                            | Loke United                |
| 1969–70  | Vention United             | 1–0                                                            | Ubique United              |
| 1970–71  | Becontree Rovers           | 2–0                                                            | Saltley United             |
| 1971–72  | Newtown Unity              | 4–0                                                            | Springfield Colts          |
| 1972–73  | Carlton United             | 2–1                                                            | Wear Valley                |
| 1973–74  | Newtown Unity              | 3–0                                                            | Brentford East             |
| 1974–75  | Fareham Town Centipedes    | 1–0                                                            | Players Athletic Engineers |
| 1975–76  | Brandon United             | 2–1                                                            | Evergreen                  |
| 1976–77  | Langley Park Rams Head     | 2–0                                                            | Newtown Unity              |
| 1977–78  | Arras                      | 2–1                                                            | Lion Rangers               |
| 1978–79  | Lobster                    | 3–2                                                            | Carlton United             |
| 1979–80  | Fantail                    | 1–0                                                            | Twin Foxes                 |
| 1980–81  | Fantail                    | 1–0                                                            | Mackintosh                 |
| 1981–82  | Dingle Rail                | 2–1                                                            | Twin Foxes                 |
| 1982–83  | Eagle                      | 1–1, 2–1 (spareggio)                                           | Lee Chapel North           |
| 1983–84  | Lee Chapel North           | 4–3                                                            | Eagle                      |
| 1984–85  | Hobbies United             | 2–2, 1–1, 2–1 (la partita di spareggio si è giocata due volte) | Avenue                     |
| 1985–86  | Avenue                     | 1–0                                                            | Glenn Sports               |
| 1986–87  | Lodge Cottrell             | 1–0                                                            | Avenue                     |
| 1987–88  | Nexday                     | 2–0                                                            | Humbledon Plains Farm      |
| 1988–89  | Almathak                   | 3–1                                                            | East Levenshulme           |
| 1989–90  | Humbledon Plains Farm      | 2–1                                                            | Marston Sports             |
| 1900–91  | Nicosia                    | 3–2                                                            | Ouzavich                   |
| 1991–92  | Theale                     | 3–2                                                            | Marston Sports             |
| 1992–93  | Seymour                    | 1–0                                                            | Bedfont Sunday             |
| 1993–94  | Ranelagh Sports            | 2–0                                                            | Hartlepool Lion Hotel      |
| 1994–95  | St Joseph's (Luton)        | 2–1                                                            | B & A Scaffolding          |
| 1995–96  | St Joseph's (Luton)        | 2–1                                                            | Croxteth & Gilmoss RBL     |
| 1996–97  | Marston Sports             | 1–0                                                            | Northwood                  |
| 1997–98  | Olympic Star               | 1–1, 5–3 (d.c.r.)                                              | St Joseph's (Luton)        |
| 1998–99  | Little Paxton              | 2–2, 4–3 (d.c.r.)                                              | St Joseph's (Luton)        |
| 1999-00  | Prestige Brighams          | 1–0                                                            | Albion Sports              |
| 2000–01  | Hartlepool Lion Hillcarter | 0–0, 3–2 (d.c.r.)                                              | Houghton Centre            |
| 2001–02  | Britannia                  | 2–0                                                            | Little Paxton              |
| 2002–03  | Duke of York               | 3–1                                                            | Allerton                   |
| 2003–04  | Nicosia                    | 3–1                                                            | U K Flooring               |
| 2004–05  | Gossoms End                | 3–2                                                            | Albion Sports              |
| 2005–06  | Hetton Lyons Cricket Club  | 5–3                                                            | St Joseph's (Luton)        |
| 2006–07  | Coundon Conservative       | 5–0                                                            | Lebeq Tavern Courage       |
| 2007–08  | Hetton Lyons Cricket Club  | 3–2                                                            | Coundon Conservative       |
| 2008–09  | Scots Grey                 | 4–3 (d.t.s.)                                                   | Oyster Martyrs             |
| 2009–10  | Hetton Lyons Cricket Club  | 4–2                                                            | Manget Tavern              |
| 2010–11  | Oyster Martyrs             | 1–0                                                            | Paddock                    |
| 2011–12  | Hetton Lyons Cricket Club  | 5–1                                                            | Canada                     |
| 2012–13  | Oyster Martyrs             | 4–3                                                            | Barnes Albion              |
| 2013–14  | Humbledon Plains Farm      | 5–2                                                            | Oyster Martyrs             |
| 2014–15  | Campfield FC               | 2–0                                                            | OJM                        |
| 2015–16  | New Salamis                | 1–1, 4–3 (d.c.r.)                                              | Barnes AFC                 |
| 2016–17  | Hardwick Social            | 1–1, 3–1 (d.c.r.)                                              | New Salamis                |
| 2017–18  | Hardwick Social            | 2–0 (d.t.s.)                                                   | Gym United                 |
| 2018–19  | Aylesbury Flooring         | 3–1                                                            | Birstall Stamford          |
| 2019–20  | Campfield FC               | 1–0 (d.t.s.)                                                   | St. Joseph's (Luton)       |
| 2020–21  | edizione sospesa           |                                                                |                            |
| 2021–22  |                            |                                                                |                            |

### Trofei correlati
- FA Trophy
- FA Cup